# Centre de masse d'une plaque homogène
En mécanique, le centre de masse d'une plaque homogène est le point par rapport auquel la masse est uniformément répartie. Pratiquement, dans le cas d'un champ de pesanteur uniforme le centre de masse est confondu avec le centre de gravité de la plaque.
Le centre de masse d'une plaque homogène peut se calculer à l'aide du calcul intégral mais il existe des règles simples qui permettent de trouver directement le centre de masse de plaques dont la forme géométrique est remarquable en utilisant l'outil géométrique du barycentre.

## Détermination expérimentale
Cette méthode est utile lorsque l'on souhaite trouver le centre de gravité d'un objet plan dont la forme est complexe et dont on ne connaît pas les dimensions exactes.

Étape 1 : Une plaque de forme arbitraire.
Étape 2 : Suspendre la plaque en un point proche d'un sommet et atteindre la position d'équilibre. À l'aide d'un fil à plomb, tracer la verticale passant par ce point.
Étape 3 : Suspendre la plaque en un autre point et tracer une seconde verticale. Le centre de gravité est à l'intersection des deux droites.

## Principes de calcul

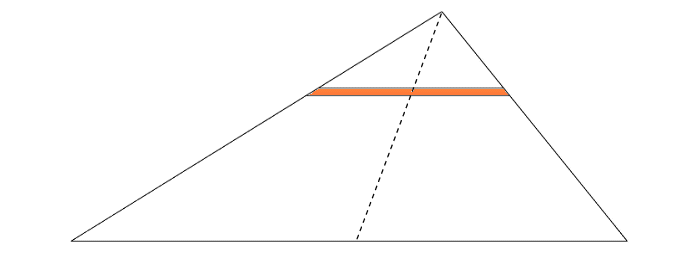
Illustration du fait que le centre de masse d'une plaque triangulaire se trouve sur une médiane.

### Centre de masse d'une plaque triangulaire

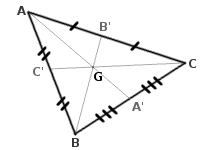
Le centre de gravité d'une plaque triangulaire est à l'intersection de ses médianes.

Si la plaque homogène a la forme d'un triangle, son centre de masse se trouve sur chacune de ses médianes. En effet le centre de masse de chaque tranche infinitésimale parallèle à un côté se trouve au milieu de cette tranche, et ces milieux décrivent une des trois médianes.
Le centre de masse de cette plaque correspond donc à l'intersection des médianes qui est aussi l'isobarycentre des sommets. Cette situation est assez singulière pour être signalée.

Tout polygone peut se découper en triangles, et tout triangle peut se découper en triangles rectangles

En général, le centre de masse d'une plaque homogène polygonale ne coïncide pas avec l'isobarycentre de ses sommets. Par contre, tout polygone pouvant se découper en triangles, on peut donc déterminer aisément le centre de gravité de chaque sous-partie.
Par ailleurs, tout triangle peut se décomposer en deux triangles rectangles : il suffit donc de considérer une hauteur de ce triangle. Le centre de gravité d'une plaque triangulaire rectangle se trouve au tiers des côtés de l'angle droit. Cette propriété facilite le calcul.

Centre de gravité d'une plaque triangulaire rectangle.

Notons que le centre de gravité de la ligne polygonale homogène formée par les côtés du triangle est, lui, le centre du cercle inscrit dans le triangle médian.

### Éléments de symétrie
Si la plaque homogène possède un axe de symétrie alors le centre de masse est situé sur cet axe. Par corollaire, à partir de deux axes de symétrie, le centre de masse se trouve à leur intersection.
Si la plaque homogène est invariante par rotation d'angle non trivial, son centre de masse est confondu avec son centre de rotation. En particulier, si la plaque homogène possède un centre de symétrie c'est aussi son centre de masse.
Le centre de masse d'un parallélogramme est donc le point d'intersection de ses diagonales. Le centre de masse d'un disque ou d'une plaque elliptique coïncide avec leur centre.

### Principe d'addition et de soustraction
Une plaque homogène composée de deux plaques {\displaystyle P_{1}} et {\displaystyle P_{2}} de centres de masse respectifs {\displaystyle G_{1}} et {\displaystyle G_{2}} a pour centre de masse le barycentre des points {\displaystyle G_{1}} et {\displaystyle G_{2}} pondérés par les aires des plaques {\displaystyle P_{1}} et {\displaystyle P_{2}}.
Une plaque homogène composée d'une plaque {\displaystyle P}, de centre de masse {\displaystyle G} et d'aire {\displaystyle a}, de laquelle a été ôtée une plaque {\displaystyle P_{1}} de centre de masse {\displaystyle G_{1}} et d'aire {\displaystyle a_{1}} a pour centre de masse le barycentre des points {\displaystyle G} et {\displaystyle G_{1}} pondérés par les réels {\displaystyle a} et {\displaystyle -a_{1}}.
Le centre de masse d'une plaque polygonale peut donc être déterminée en découpant le polygone en triangles, en construisant le centre de masse {\displaystyle G_{i}} de chaque triangle et en calculant chacune de leurs aires {\displaystyle a_{i}}, le centre de masse est alors le barycentre du système pondéré {\displaystyle {(G_{i},a_{i})}}. On verra dans les exemples que l'on peut même se passer du calcul des aires en utilisant des propriétés d'alignement.

## Calcul intégral
Si l'on munit la plaque d'un repère orthonormé, l'abscisse et l'ordonnée du centre de masse peuvent être calculées à l'aide d'un calcul intégral. Si l'on appelle {\displaystyle l(x)} la longueur totale de la section de la plaque par la droite d'abscisse {\displaystyle x}, et si {\displaystyle a} est l'aire de la plaque, l'abscisse du centre de masse est donné par la formule
{\displaystyle x_{\mathrm {G} }={\frac {1}{a}}\int x\cdot l(x)\mathrm {d} x={\frac {\int x\cdot l(x)\mathrm {d} x}{\int x\cdot \mathrm {d} x}}}
Il est parfois nécessaire ou plus commode de recourir à des intégrales multiples.

## Constructions de centres de masse et formulaire

### Mise en pratique des principes

#### Centre de masse d'une plaque en forme de L
La plaque en forme de L est formée de deux rectangles de centres {\displaystyle G_{1}} et {\displaystyle G_{2}} et d'aire {\displaystyle a_{1}} et {\displaystyle a_{2}}. Le centre de masse de la plaque est donc le barycentre de {\displaystyle {(G_{1},a_{1})(G_{2},a_{2})}}, il est situé entre {\displaystyle G_{1}} et {\displaystyle G_{2}} et vérifie :
{\displaystyle \mathrm {G_{1}G} ={\frac {a_{2}}{a_{1}+a_{2}}}\mathrm {G_{1}G_{2}} }.
Dans le dessin ci-dessous, le petit rectangle est deux fois plus petit que le grand, la distance {\displaystyle G_{1}G} est donc égale au tiers de la distance {\displaystyle G_{1}G_{2}}.
On remarque que le point {\displaystyle G} est aligné avec {\displaystyle G_{1}} et {\displaystyle G_{2}}. Cette propriété permet d'éviter le calcul des aires : il suffit d'imaginer deux découpages différents de la plaque. Le point {\displaystyle G} étant situé sur la droite {\displaystyle (G_{1}G_{2})} tout comme sur la droite {\displaystyle (G_{3}G_{4})}, il correspond alors au point d'intersection de ces deux droites. Cela est facilement réalisable pour la plaque en L car elle peut être découpée en deux rectangles de deux manières différentes.

Centre de masse après un premier découpage.
Centre de masse selon les deux découpages.

#### Centre de masse d'une plaque en forme de quadrilatère

Centre de masse d'un quadrilatère quelconque.

La plaque peut être découpée suivant une diagonale en deux triangles dont les centre de masse {\displaystyle G_{1}} et {\displaystyle G_{2}} sont aisés à construire. Le centre de masse de la plaque est alors aligné avec ces deux points.
Un autre découpage de la plaque suivant l'autre diagonale fournit un autre alignement.
Le centre de masse est alors le point d'intersection des droites {\displaystyle (G_{1}G_{2})} et {\displaystyle (G_{3}G_{4})}. On remarque que ce point ne coïncide pas avec l'isobarycentre des sommets qui serait le milieu des milieux des diagonales.
Le théorème de Wittenbauer fournit une construction simple du centre de masse d'un quadrilatère comme centre du parallélogramme de Wittenbauer. Il permet en outre de trouver la relation existant entre le point d'intersection {\displaystyle I} des diagonales, le centre de masse {\displaystyle G} et l'isobarycentre {\displaystyle M} des quatre sommets :
{\displaystyle {\overrightarrow {IG}}={\frac {4}{3}}{\overrightarrow {IM}}}

#### Centre de masse d'un «torque»

Centre de masse d'un torque.

Une plaque homogène en forme de torque est constituée d'un disque de centre {\displaystyle O} de rayon {\displaystyle R} dans lequel a été découpé un disque de centre {\displaystyle O_{1}} et de rayon {\displaystyle r} tangent au premier disque. Les surfaces des plaques sont proportionnelles au carré des rayons. Le centre de masse du torque est alors le barycentre du système {\displaystyle {(O,R^{2}),(O_{1},-r^{2})}}. On a donc 
{\displaystyle {\overrightarrow {\mathrm {OG} }}=-{\frac {r^{2}}{\mathrm {R} ^{2}-r^{2}}}{\overrightarrow {\mathrm {OO} }}_{1}}
Dans le dessin ci-contre, le rayon du petit cercle est deux fois plus petit que le rayon du grand, les points {\displaystyle O_{1}}, {\displaystyle O} et {\displaystyle G} sont alignés dans cet ordre et {\displaystyle \mathrm {OG} ={\frac {1}{3}}\mathrm {OO} _{1}={\frac {1}{6}}\mathrm {R} }.

### Formulaire

Centre de masse d'un trapèze quelconque.

Centre de masse d'un secteur circulaire.

Trapèze
Le centre de masse d'un trapèze de bases {\displaystyle a>b} et de hauteur {\displaystyle h} est situé sur la médiane joignant les deux bases et à une distance de la grande base égale à {\displaystyle {\frac {h}{3}}\times {\frac {a+2b}{a+b}}}. C'est le barycentre des milieux {\displaystyle I_{a}} et {\displaystyle I_{b}} pondérés respectivement par {\displaystyle 2a+b} et {\displaystyle 2b+a}.
Polygone
Si un polygone simple a pour sommets les points {\displaystyle A_{0},A_{1},...,A_{n}=A_{0}} et si {\displaystyle A_{i}} a pour coordonnées {\displaystyle (x_{i},y_{i})}, alors les coordonnées de {\displaystyle G} sont données par les formules
{\displaystyle x={\frac {\displaystyle {\sum _{i=0}^{n-1}}(x_{i}+x_{i+1})(x_{i}y_{i+1}-y_{i}x_{i+1})}{3\displaystyle {\sum _{i=0}^{n-1}}(x_{i}y_{i+1}-y_{i}x_{i+1})}}},
{\displaystyle y={\frac {\displaystyle {\sum _{i=0}^{n-1}}(y_{i}+y_{i+1})(x_{i}y_{i+1}-y_{i}x_{i+1})}{3\displaystyle {\sum _{i=0}^{n-1}}(x_{i}y_{i+1}-y_{i}x_{i+1})}}}.
Secteur circulaire
Le centre de masse d'un secteur circulaire d'angle 2{\displaystyle \alpha } (en radian) et de rayon {\displaystyle \mathrm {R} } est situé sur la bissectrice de l'angle et à une distance du centre égale à {\displaystyle {\frac {2\mathrm {R} \sin \alpha }{3\alpha }}}.
Si l'on note {\displaystyle s} la corde et ℓ l'arc du secteur angulaire, le centre de masse est à une distance du centre égale à {\displaystyle {\frac {2}{3}}{\dfrac {\mathrm {R} s}{\ell }}}
Parabole
Le centre de masse d'un plaque en forme de parabole de hauteur {\displaystyle h} est sur l'axe de symétrie de la parabole et à une distance du sommet égale à {\displaystyle 3h/5}
De manière plus générale, le centre de masse d'une section de parabole est située au 3/5 de la flèche en partant du sommet.

Centre de masse d'une portion de parabole symétrique.
Centre de masse d'une portion de parabole non symétrique.